# Federico Leporati
Federico Leporati (La Spezia, 22 settembre 1954) è un ex mezzofondista italiano.

## Biografia
Ha partecipato agli Europei indoor del 1980, venendo eliminato in batteria nei 1500 m piani.
Dopo il ritiro è stato allenatore di Stefano Mei per tutta la carriera di quest'ultimo. Nel 2021 è diventato responsabile nazionale per la FIDAL del settore mezzofondo.

## Palmarès
| Anno | Manifestazione | Sede         | Evento       | Risultato | Prestazione | Note |
| ---- | -------------- | ------------ | ------------ | --------- | ----------- | ---- |
| 1980 | Europei indoor | Sindelfingen | 1500 m piani | Batteria  | 3'44"4      |      |

## Campionati nazionali
1978
- Oro ai campionati italiani assoluti indoor, 1500 m piani - 3'55"1

1980
- Oro ai campionati italiani assoluti indoor, 1500 m piani - 3'44"0

## Altre competizioni internazionali
1978
- 11º al Rieti Meeting ( Rieti), 1500 m piani - 3'56"4